# Senior i el Cor Brutal
Senior i el Cor Brutal és un grup valencià de rock alternatiu, fundat l'any 2007. Està liderat per Miquel Àngel Landete (Senior), que des del principi es fa acompanyar de tres músics (el Cor Brutal) polifacètics, ja que tots tres interpreten diversos instruments com guitarres, teclats, acordió i harmònica. El seu estil rep influències del country alternatiu i el folk americà. Canten en valencià i, com diuen ells mateixos, «a l'estil de la valenciana, és a dir, música americana però de València».

## Història
El seu primer disc, L'experiència gratificant (Malatesta Records, 2009), fou enregistrat dos anys abans en directe i en analògic a l'Uruguai, als mítics Estudios Sondor de Montevideo, amb 70 anys d'existència. El 2008 viatjaria fins als Estats Units on mesclaran les cançons als estudis The Funeral House en Louisville i masteritzades a Georgetown Masters en Nashville. El grup va editar una edició limitada del disc que constava d'un doble vinil de 180 grams, amb un disseny i maquetació diferents a la del CD i on s'incloïa de regal un CD amb la sessió acústica enregistrada en directe a Montevideo l'últim dia de gravació, amb cançons inèdites i versions de cantants com Will Oldham i M. Ward.
Al bona acollida d'aquest primer disc pel públic i la crítica li valgué el reconeixement del Premi Ovidi Montllor a la millor cançó per El signe dels temps, amb el qual el grup presentà el seu primer videoclip i fou utilitzat com a sintonia per de la Coalició Compromís a la campanya electoral de les Eleccions a les Corts Valencianes de 2011.
El segon disc, Gran (Malatesta Records i La Casa Calba, 2011), que aquesta vegada fou enregistrat en digital però de nou masteritzat als EUA, ara a Los Angeles. La gestació i evolució d'aquest treball discogràfic ha consolidat la banda com una de les més reconegudes en el panorama musical independent.

## Discografia
- L'experiència gratificant (Malatesta Records, 2009)
- Gran (Malatesta Records i La Casa Calba, 2011)
- València, Califòrnia (Malatesta Records, 2013)
- El poder del voler (Malatesta Records, 2014)[7]
- Santo Parranto EP (Malatesta Records, 2015)
- Valenciana vol. I (Malatesta Records, 2017)